# Cae’rarfau

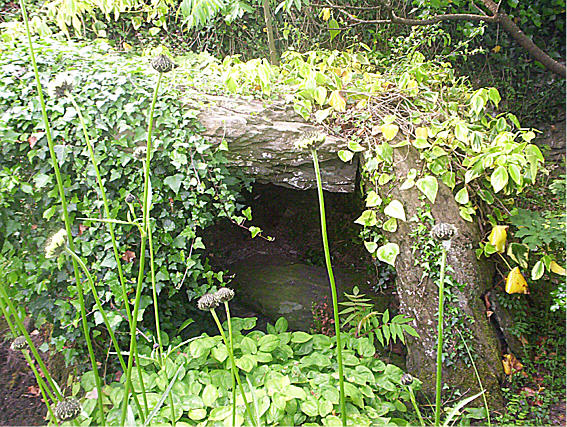
Cae’rarfau

Das Kammergrab (englisch Chambered tomb) von Cae’rarfau (auch Cae-yr-Arfau, Caer Yrfa oder Cae yr Arfan genannt) liegt im Garten von 
„Cae’rarfau house“, westlich der Straße „Heol Creigiau“, 0,75 Kilometer nördlich von Creigiau bei Caerphilly in der Principal Area Cardiff (früher Mid Glamorgan) in Wales. Das vom Typ her unbestimmbare, von Efeu bewachsene Kammergrab ist in eine moderne Mauer, auf der Südseite einer Einfahrt, integriert. Die Kammer wurde während ihrer Nutzung als Kohlelager gekälkt.
Das Kammergrab besteht nur noch aus zwei Tragsteinen und der Deckenplatte – die eine etwa einen Meter breite Kammer bilden. Die etwa 2,0 × 1,6 × 0,3 Meter messende Deckenplatte fällt zum Süden hin ab und wird von kleineren Steinen unterstützt. Die beiden aufrechten Tragsteine sind 1,7 Meter hoch. Der auf der Ostseite ist etwa zwei Meter breit und am dicksten Ende, nah am Boden, 0,75 Meter dick. Die Westplatte ist 1,5 Meter breit und 0,3 Meter dick. Auf dem Kammerboden liegt eine 1,0 × 0,75 Meter messende, kleinere Platte. Keine Spuren des Hügels sind sichtbar, aber anscheinend stand die Kammer einmal am nördlichen Ende eines langen Hügels.